# Caurel, Marne

Caurel este o comună în departamentul Marne, Franța. În 2009 avea o populație de 650 de locuitori.